# Polinomio de Zhegalkin
Los polinomios de Zhegalkin son una representación de funciones en álgebra booleana. Introducido por el matemático ruso Ivan Ivanovich Zhegalkin en 1927, Ellos son los anillos de polinomios sobre la equivalencia del módulo n. Las degeneraciones resultantes de la aritmética modular dan como resultado que los polinomios de Zhegalkin sean más simples que los polinomios ordinarios y no requieran coeficientes ni exponentes. Los coeficientes son redundantes porque 1 es el único coeficiente distinto de cero. Los exponentes son redundantes porque en aritmética mod 2, x2 = x. Por lo tanto, un polinomio como 3x2y5z es congruente y, por lo tanto, puede reescribirse como, xyz.